# Biomphalaria costata
Biomphalaria costata is een slakkensoort uit de familie van de Planorbidae. De wetenschappelijke naam van de soort is voor het eerst geldig gepubliceerd in 1951 door Biese.